# Aktiengesellschaft für Uhrenfabrikation Lenzkirch

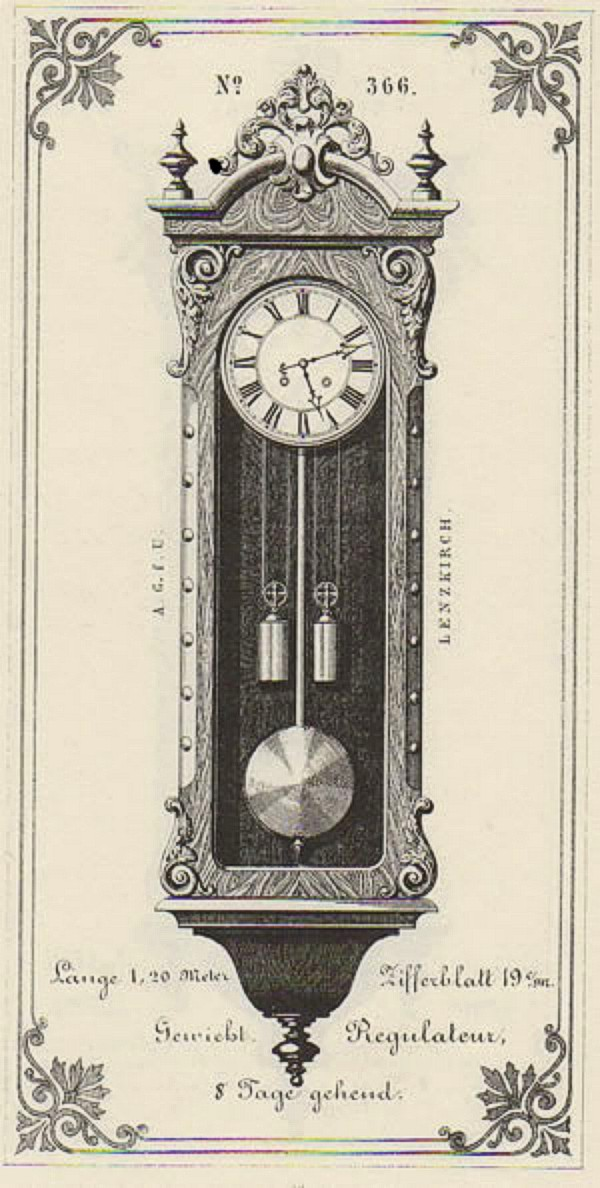
Reloj de pared de Lenzkirch

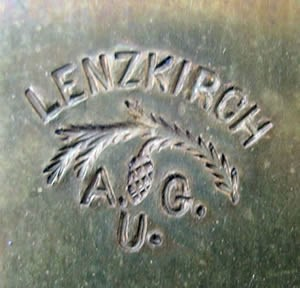
Sello con el acrónimo de la firma

La Aktiengesellschaft für Uhrenfabrikation Lenzkirch (Empresa pública de relojería de Lenzkirch), también conocida por el acrónimo A.G.U.L, fue una empresa dedicada a la fabricación de relojes de péndulo de gran precisión. Fundada en 1851, la compañía se cerró en 1932, después de que la empresa relojera Junghans tomara el control de la firma. 

## Historia
La compañía fue fundada en 1851 en el pueblo de Lenzkirch (Baden, Alemania) por Eduard Hauser, que se había formado en Francia y Suiza. Se inscribe en la tradición de los relojeros de la Selva Negra. Hauser, hijo de un maestro, nació el 21 de agosto de 1825 y adquirió experiencia en la fabricación de cajas de música con Johann George Schopperle. Durante este mismo período adquirió conocimientos de metalistería, trabajos de precisión y diseño de instrumentos musicales, así como competencia en la composición musical.
La empresa adquirió reputación por construir relojes de péndulo reguladores especialmente buenos. Hasta la década de 1920 todavía producía reguladores con péndulos compensados y movimientos de precisión. Posteriormente, Junghans se hizo cargo de la empresa, y la fábrica se cerró en 1932, momento en el que el mercado de los relojes de pared prácticamente había desaparecido.